# Джеймс, Стивен
Стивен Джеймс Хендри (англ. Stephen James Hendry; род. 4 декабря 1990, Хаммерсмит, Большой Лондон), более известный как Стивен Джеймс — британская модель. Также он был профессиональным футболистом и выступал за молодёжную сборную Шотландии.

## Футбольная карьера
Стивен родился 4 декабря 1990 года в районе Хаммерсмит, Лондон, Англия. Он выступал на позиции полузащитника и играл в молодёжной команде клуба «Брентфорд», пока не покинул её в 2008 году. После этого футболист перешёл в молодёжную команду клуба Национальной лиги Англии «Уимблдон» и провёл 4 матча в составе основной команды. В 2009 году стал игроком команды чемпионата Кипра «Неа Саламина». 18 июля 2010 года клуб чемпионата Греции «Астерас» включил Джеймса в список из 28 игроков для прохождения предсезонной подготовки, но он не прошёл просмотр. Его футбольная карьера закончилась из-за полученной грыжи.

## Карьера модели
В сентябре 2012 года в Барселоне агент Elite Model Management заметил необычную внешность Стивена и предложил ему поработать моделью. Таким образом попав в мир модельного бизнеса, Стивен смог поработать с Calvin Klein, Diesel, XTI, ASOS, с журналом GQ, с Филиппом Плейном и многими другими модельными агентствами. Модельная карьера довольно быстро стала успешной, особенно в Европе, Северной Америке, Австралии и Японии. Примечательно, что на его теле много татуировок, а также есть и пирсинг. В 2017 году принял участие в рекламе средств по уходу за кожей MDNA Мадонны.

Я некоторое время жил в Барселоне и занимался футболом. Но из-за травмы мне пришлось его бросить. Тогда-то меня и заметил агент из Elite Model Management. Это было неожиданно для меня, хотя я подумывал стать моделью до того, как мне это предложили.
Оригинальный текст (англ.)I was living in Barcelona and playing soccer there when I got hurt, and I was scouted while in rehab for the injury. So modeling was bit unexpected, but I had thought about it prior to that.
— Стивен о выборе модельной карьеры

## Татуировки
На теле Джеймса находится довольно большое количество татуировок. Свою первую тату — Звезду Давида он наколол на правом локте. На левой руке Стивена изображены портреты художника Сальвадоре Дали. Также на теле британца изображены такие люди, как Елизавета II, Гвен Стефани и Моррисси.